# William St Loe

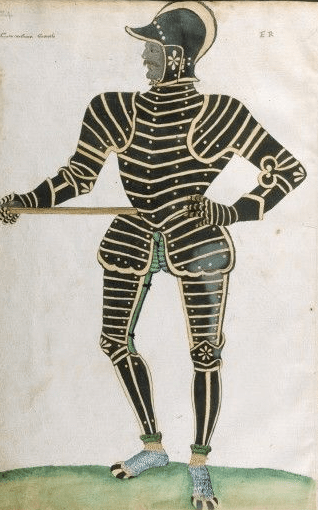
William St Loe

Sir William St Loe (1518-1565) fue un soldado, político y cortesano inglés del siglo XVI. Fue el tercer esposo de Bess de Hardwick, su segunda esposa. Sus cargos oficiales incluyeron Capitán de los Yeomen de la Guardia, Jefe Mayordomo de Inglaterra y Miembro del Parlamento por Derbyshire.

## Linaje
Fue el hijo mayor de Sir John St Loe, Sheriff de Gloucestershire, MP por Somerset y Gloucestershire, de una familia de guerreros anglonormandos mencionada por primera vez en la corte de Enrique I de Inglaterra en 1100, y su esposa, Dame Margaret. Su residencia era una casa señorial, Sutton Court, Chew Magna, Somerset, construida sobre los cimientos de un castillo del siglo XIII. Varias generaciones de St Loes mantenían a disposición una fuerza de cien soldados montados para el servicio del rey y fueron elegidos repetidamente como "Caballeros Asistentes" en funerales reales.

## Biografía
El tutor de Sir William fue el distinguido erudito y gramático John Palsgrave, quien tenía una alta opinión de él. Fortalecido por el servicio con su padre en Irlanda, recibió un pulimento cortés como caballero de la casa en el gran hogar de Henry Courtenay, Marqués de Exeter.
Su primera esposa fue Jane, hija de Sir Edward Bayntun de Bromham, Wiltshire, con quien, según la entrada de Baynton en los registros de Visita de 1565 para Wiltshire, tuvo dos hijas. Jane murió en 1548. No hay entrada para los St Lowe en el registro de visitas de 1565. En su testamento no se mencionan hijas y la entrada de 1623 para la familia St Lowe establece que William murió sin descendencia. Fue nombrado caballero por sus servicios en Irlanda, en Dublín, en enero de 1549. En su regreso final de Irlanda, fue designado para encabezar el equipo de seguridad de la princesa Isabel. La familia St Loe, fervientes protestantes, habían sido implicados en el movimiento para colocar a Juana Grey en el trono y en la rebelión de Wyatt, por lo que fue detenido e interrogado en la Torre de Londres. A diferencia de otros, no reveló nada que pudiera implicar a Isabel. Inmediatamente después de su ascenso al trono, ella lo nombró Capitán de su Guardia Personal.

## Segundo matrimonio
En enero de 1559, se casó con Bess de Hardwick. Su matrimonio fue feliz, pero el hermano menor de William, Edward, temiendo que un hijo de su matrimonio les privara de su herencia, se convirtió en su enemigo. En 1560, Bess fue envenenada, pero se recuperó. Tanto William como su madre sospecharon de Edward. En 1564, fue nombrado Comisionado de la Paz en Gloucestershire y Derbyshire. William murió repentinamente en el invierno de 1565, en compañía de su hermano Edward, quien lo había estado visitando. Fue enterrado en la Iglesia de Great St Helen's en Bishopsgate.